# TV5 (Fülöp-szigetek)
A TV5 (hivatalos neve: TV5 Network, Inc., korábban Associated Broadcasting Corporation / Associated Broadcasting Company vagy az ABC) egy fülöp-szigeteki műsorszolgáltató, amelynek központja Mandaluyongban található. Tulajdonosa a MediaQuest Holdings, Inc., a PLDT leányvállalata.

A TV5 a Fülöp-szigetek harmadik legnagyobb médiavállalata az ABS-CBN és a GMA után.

## Története
A céget 1960. június 19-én alapította a Chino Roces, mint Associated Broadcasting Corporation (ABC) az 5-ös csatorna frekvenciáján. Abban az időben az ABC rádió- és televíziószolgáltatást működtetett 1972. szeptember 23-ig, amikor is a néhai volt elnök, Ferdinand Marcos hadiállapotot hirdetett. Az ABC emiatt bezárt.
1990-ben az ABC felavatta stúdiókomplexumát és adótornyát Novaliches-ben, Quezon Cityben, és 1991 végére megkezdte a tesztadásokat. 1992. február 21-én a hálózat ABC Development Corporation néven Associated Broadcasting Company néven indult újra.
2008. augusztus 9-én az ABC-t átkeresztelték TV5-re. 2009-ben a céget felvásárolta a MediaQuest Holdings, Inc., amelyet Manny Pangilinan, a PLDT elnöke vezetett. A TV5-öt 2010. április 4-én formázták át, és Kapatid Network néven vezették be.
2013. december 23-án a cég áthelyezte székhelyét a TV5 Media Centerbe Mandaluyong városában.
2015-ben a cég neve TV5 Network, Inc. lett.

## Csatornák

### Televízió

#### Jelenlegi
Belföldi:
- TV5
  - DWET-TV (Manila)
  - DWTE-TV (Laoag)
  - DZET-TV (Baguio)
  - DYTE-TV (Bacolod)
  - DYET-TV (Cebu)
  - DXTE-TV (Cagayan de Oro)
  - DXET-TV (Davao)
  - DXER-TV (General Santos)
  - DXGB-TV (Zamboanga)
- One Sports
  - DWNB-TV (Manila)
  - DYAN-TV (Cebu)
  - DXCO-TV (Cagayan de Oro)
  - DXAN-TV (Davao)
  - DXDE-TV (Zamboanga)
- RPTV (a Radio Philippines Network társtulajdonában)
  - DZKB-TV (Manila)
  - DZBS-TV (Baguio)
  - DWKI-TV (Iriga)
  - DYKB-TV (Bacolod)
  - DYKC-TV (Cebu)
  - DXWW-TV (Davao)
  - DXXX-TV (Zamboanga)
- One News
- One PH
- One Sports+
- NBA TV Philippines (a NBA társtulajdonában)
- PBA Rush (a PBA társtulajdonában)
- Sari-Sari Channel (a Viva Entertainment társtulajdonában)
- BuKo (az APT Entertainment társtulajdonában)
- UAAP Varsity Channel (az UAAP társtulajdonában)

Nemzetközi:
- Kapatid Channel
- AksyonTV International

#### Korábbi
- 5 Plus
- AksyonTV
- Bloomberg TV Philippines (a Bloomberg L.P társtulajdonában)
- Colours
- Hyper
- One Screen
- Weather Information Network

### Rádió
- Radyo5 True FM
  - DWFM 92.3 FM (Manila)
  - DZYB 102.3 FM (Baguio)
  - DYBC 102.3 FM (Bacolod)
  - DYFM 101.9 FM (Cebu)
  - DXRL 101.5 FM (Cagayan de Oro)
  - DXFM 101.9 FM (Davao)
  - DXOO 97.5 FM (General Santos)

## Internet
- D5 Studio
- GG Network
- News5 Digital
- TV5.com.ph

## Leányvállalatai
- Cignal TV, Inc.
  - Cignal
  - CignalPlay
  - SatLite
- Media5 Marketing Corporation
- Nation Broadcasting Corporation
- Pilipinas Global Network Ltd.
- Straight Shooters
- Sulit TV
- TVJ Productions (51%)
- UXS, Inc. (30%)

## Részlegek
- Alagang Kapatid Foundation, Inc.
- Cignal Entertainment
- Digital5
- MQ Artists Agency (Talent5)
- News5
  - News5 Digital
- One Sports
- Rescue5
- Regional5 (2016-ban zárva)
- Studio5
- TV5 Entertainment Group

## A TV5 Magyarországon
A TV5 összes műsorát Magyarországon a Kapatid Channel és az AksyonTV International közvetíti. Ezek a csatornák a kábeles és műholdas szolgáltatóknál érhetők el Európa-szerte.